# Sinan Kurt
Sinan Kurt (Mönchengladbach, 1996. július 23. –) török származású német labdarúgó, a Karaman középpályása.

## Sikerei, díjai
- Bayern München:
  - Bundesliga: 2014–15

- WSG Wattens:
  - 2. Liga: 2018–19